# Márton Dina
Márton Dina (Budapest, 11 de abril de 1996) es un ciclista húngaro miembro del equipo Euskaltel-Euskadi.

## Palmarés
2018
- 2.º en el Campeonato de Hungría en Ruta

2022
- 2.º en el Campeonato de Hungría en Ruta

2023
- Tour de Malopolska, más 2 etapas
- 2.º en el Campeonato de Hungría en Ruta

2024
- 2 etapas del Tour de Malopolska
- 3.º en el Campeonato de Hungría en Ruta

2025
- Campeonato de Hungría en Ruta

## Resultados en Grandes Vueltas y Campeonatos del Mundo
| Carrera         | Carrera         | 2018 | 2019 | 2020 | 2021  | 2022 | 2023 | 2024 | 2025 |
| --------------- | --------------- | ---- | ---- | ---- | ----- | ---- | ---- | ---- | ---- |
|                 | Giro de Italia  | —    | —    | —    | 100.º | —    | —    | —    | —    |
|                 | Tour de Francia | —    | —    | —    | —     | —    | —    | —    | —    |
|                 | Vuelta a España | —    | —    | —    | —     | —    | —    | —    | —    |
| Mundial en Ruta | Mundial en Ruta | —    | Ab.  | —    | —     | —    | Ab.  | 78.º | —    |

—: no participa

Ab.: abandono